# میزوهو، توکیو

نقشهٔ میزوهو واقع در ناحیهٔ تامای توکیو

میزوهُو (به ژاپنی: 瑞穂町 Mizuho) به یکی از شهرستان‌های منطقه تامای غربی واقع در توکیو، پایتخت ژاپن گفته می‌شود. این شهرستان در غرب تپهٔ سایا واقع شده‌است. بعلت اینکه یکی از پایگاه‌های نظامی آمریکا مستقر در ژاپن، در قسمت جنوبی آن قرار دارد، جمعیت این ناحیه نسبتاً کم است.

## نگارخانه

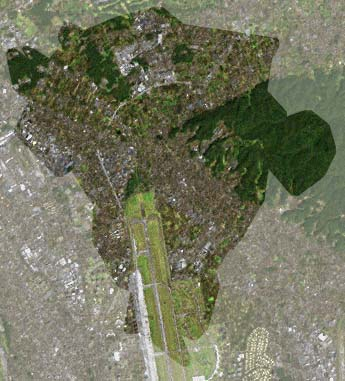
یک عکس ماهواره‌ای از میزوهو